# Jelena Erić
Jelena Erić (in serbo Јелена Ерић?; Kraljevo, 15 gennaio 1996) è una ciclista su strada e ciclocrossista serba che corre per il Movistar Team Women.

## Palmarès

### Strada
- 2010 (Juniores)

Campionati serbi, Prova a cronometro Junior
- 2011 (Juniores, una vittoria)

Campionati serbi, Prova in linea Elite
- 2014 (Juniores, due vittorie)

Campionati serbi, Prova a cronometro Elite
Campionati serbi, Prova in linea Elite
- 2016 (BTC City Ljubljana, due vittorie)

Campionati serbi, Prova a cronometro Elite
Campionati serbi, Prova in linea Elite
- 2017 (BTC City Ljubljana, due vittorie)

Campionati serbi, Prova a cronometro Elite
Campionati serbi, Prova in linea Elite
- 2018 (Cylance Pro Cycling, due vittorie)

Campionati serbi, Prova a cronometro Elite
Campionati serbi, Prova in linea Elite
- 2019 (Alé Cipollini, tre vittorie)

Campionati serbi, Prova a cronometro Elite
Campionati serbi, Prova in linea Elite
2ª tappa - 1ª semitappa BeNe Ladies Tour (Sluis > Watervliet)
- 2021 (Movistar Team Women, una vittoria)

Campionati serbi, Prova in linea Elite
- 2022 (Movistar Team Women, due vittorie)

3ª tappa Vuelta a Andalucía femminile (Fuengirola > Castellar de la Frontera)
Campionati serbi, Prova in linea Elite
- 2023 (Movistar Team Women, tre vittorie)

Campionati serbi, Prova a cronometro Elite
Campionati serbi, Prova in linea Elite
4ª tappa BeNe Ladies Tour (Deinze > Deinze)
- 2024 (Movistar Team Women, una vittoria)

Campionati serbi, Prova in linea Elite
- 2025 (Movistar Team Women, una vittoria)

Campionati serbi, Prova in linea Elite

### Cross
- 2009-2010

Campionati serbi, Elite
- 2012-2013

Campionati serbi, Juniores
- 2014-2015

Campionati serbi, Elite

## Piazzamenti

### Grandi Giri
- Giro d'Italia

2017: 110ª
2018: non partita (9ª tappa)
2019: 78ª
2020: 54ª
2022: 43ª
2024: 66ª
- Vuelta a España

2024: 77ª

### Classiche monumento
- Giro delle Fiandre

2016: ritirata
2017: ritirata
2018: ritirata
2020: 48ª
2021: 81ª
2025: 81ª
- Parigi-Roubaix

2022: 33ª
2025: 11ª
- Liegi-Bastogne-Liegi

2020: 32ª
2022: ritirata
2023: 72ª
2024: ritirata

### Competizioni mondiali
- Campionati del mondo su strada

Toscana 2013 - In linea Junior: 31ª
Ponferrada 2014 - In linea Junior: 8ª
Richmond 2015 - In linea Elite: 64ª
Doha 2016 - In linea Elite: 24ª
Bergen 2017 - In linea Elite: ritirata
Innsbruck 2018 - In linea Elite: ritirata
Fiandre 2021 - In linea Elite: 110ª
Wollongong 2022 - In linea Elite: 52ª
Glasgow 2023 - In linea Elite: 25ª
Zurigo 2024 - In linea Elite: ritirata
- Giochi olimpici

Parigi 2024 - In linea: 66ª

### Competizioni europee
- Campionati europei su strada

Olomouc 2013 - Cronometro Junior: 23ª
Olomouc 2013 - In linea Junior: 15ª
Nyon 2014 - In linea Junior: 39ª
Plumelec 2016 - In linea Elite: 95ª
Herning 2017 - In linea Under-23: 23ª
Monaco di Baviera 2022 - In linea Elite: 87ª
Drenthe 2023 - In linea Elite: 52ª
Limburgo 2024 - In linea Elite: 18ª
- Giochi europei

Minsk 2019 - In linea: 36ª